# Adam Jánoš
Adam Jánoš (Uherské Hradiště, 20 de julio de 1992) es un futbolista checo que juega en la demarcación de centrocampista para el Bohemians 1905 de la Liga de Fútbol de la República Checa.

## Selección nacional
Tras jugar con la selección de fútbol sub-16 de República Checa, la sub-17, la sub-18, la sub-19, y la selección de fútbol sub-21 de República Checa, finalmente hizo su debut con la selección absoluta el 7 de septiembre de 2020 en un partido de la Liga de las Naciones de la UEFA contra Escocia que finalizó con un resultado de 1-2 a favor del combinado escocés tras los goles de Lyndon Dykes, y de Ryan Christie para Escocia, y de Jakub Pešek para la República Checa.

## Clubes
| Club                      | País            | Año       | Partidos | Goles |
| ------------------------- | --------------- | --------- | -------- | ----- |
| A. C. Sparta Praga        | República Checa | 2012-2013 | 3        | 1     |
| F. C. Vysočina Jihlava    | República Checa | 2013-2015 | 65       | 3     |
| F. K. Mladá Boleslav      | República Checa | 2016-2018 | 70       | 4     |
| F. C. Baník Ostrava       | República Checa | 2018-2022 | 102      | 3     |
| M. F. K. Karviná (cedido) | República Checa | 2022      | 4        | 0     |
| Bohemians 1905            | República Checa | 2022-     | 58       | 3     |

## Palmarés

### Campeonatos nacionales
| Título                     | Club                 | País            | Año  |
| -------------------------- | -------------------- | --------------- | ---- |
| Copa de la República Checa | F. K. Mladá Boleslav | República Checa | 2016 |